# Teorie sull'etere
In fisica, le teorie sull'etere (note anche come teorie eteriche) propongono l'esistenza di un mezzo, una sostanza o un campo che riempie lo spazio, ritenuto necessario come mezzo di trasmissione per la propagazione di forze elettromagnetiche o gravitazionali. Dallo sviluppo della relatività speciale, le teorie che usano un etere sostanziale sono cadute in disuso nella fisica moderna e ora sono affiancate da modelli più astratti.
Questo antico moderno etere ha poco in comune con l'etere di elementi classici da cui è stato preso in prestito il nome. Le teorie assortite incarnano le varie concezioni di questo mezzo e sostanza.

## Congetture e proposte
Secondo il punto di vista filosofico di Einstein, Dirac, Bell, Polyakov, 't Hooft, Laughlin, de Broglie, Maxwell, Newton e altri teorici, potrebbe esserci un mezzo con proprietà fisiche che riempiono lo spazio 'vuoto', un etere, consentendo i processi fisici osservati.
Albert Einstein affermò nel 1894 o 1895: "La velocità di un'onda è proporzionale alla radice quadrata delle forze elastiche che causano la sua propagazione, ed inversamente proporzionale alla massa dell'etere mossa da queste forze." E nel 1920: "Possiamo dire che, secondo la teoria generale della relatività, lo spazio è dotato di qualità fisiche; in questo senso, quindi, esiste un etere. Secondo la teoria generale della relatività, lo spazio senza etere è impensabile; poiché in tale spazio non solo non ci sarebbe propagazione della luce, ma anche nessuna possibilità di esistenza per standard di spazio e tempo (metri e orologi), né quindi alcun intervallo spazio-temporale in senso fisico. Ma questo Etere potrebbe non essere pensato come dotato delle caratteristiche qualitative dei media ponderabili, come costituito da parti che possono essere tracciate nel tempo. L'idea di movimento potrebbe non essere applicata ad esso ".
Paul Dirac scrisse nel 1951: "La conoscenza fisica è progredita molto dal 1905, in particolare con l'arrivo della meccanica quantistica, e la situazione [sulla plausibilità scientifica dell'etere] è nuovamente cambiata. Se si esamina la questione alla luce delle conoscenze odierne, si scopre che l'etere non è più escluso dalla relatività, e ora si possono avanzare buone ragioni per postulare un etere ... Ora abbiamo la velocità in tutti i punti dello spazio-tempo, giocando un ruolo fondamentale in elettrodinamica. È naturale considerarla come la velocità di qualche cosa fisica reale. Pertanto, con la nuova teoria dell'elettrodinamica [vuoto riempito di particelle virtuali] siamo costretti piuttosto ad avere un etere ".
John Bell nel 1986, intervistato da Paul Davies in "Il Fantasma nell'Atomo", ha suggerito che una teoria eterea potrebbe aiutare a risolvere il paradosso EPR consentendo un quadro di riferimento in cui i segnali vanno più veloci della luce. Suggerisce che la contrazione di Lorentz è perfettamente coerente, non è incoerente con la relatività, e potrebbe produrre una teoria eterica perfettamente coerente con l'esperimento di Michelson-Morley. Bell suggerisce che l'etere è stato erroneamente respinto per motivi puramente filosofici: "ciò che è inosservabile non esiste" [p.   49]. Einstein trovò la teoria non eterica più semplice e più elegante, ma Bell suggerisce che non la esclude. Oltre agli argomenti basati sulla sua interpretazione della meccanica quantistica, Bell suggerisce anche di resuscitare l'etere perché è un utile dispositivo pedagogico. Cioè, molti problemi vengono risolti più facilmente immaginando l'esistenza di un etere.
Einstein ha osservato che "Dio non gioca a dadi con l'Universo". E quelli che sono d'accordo con lui sono alla ricerca di una teoria classica e deterministica dell'etere che implichi previsioni quantistiche e meccaniche come approssimazione statistica, teoria variabile nascosta. In particolare, Gerard 't Hooft ipotizzato che: "Non dovremmo dimenticare che la meccanica quantistica non descrive realmente che tipo di fenomeni dinamici stanno effettivamente accadendo, ma piuttosto ci dà risultati probabilistici. A me sembra estremamente plausibile che qualsiasi teoria ragionevole per le dinamiche su scala di Planck porterebbe a processi che sono così complicati da descrivere, che ci si dovrebbe aspettare fluttuazioni apparentemente stocastiche in qualsiasi teoria di approssimazione che descriva gli effetti di tutto ciò su scale molto più grandi. provare una teoria classica e deterministica per il dominio Planck. Si potrebbe quindi ipotizzare che quella che oggi chiamiamo meccanica quantistica, potrebbe essere nient'altro che una tecnica ingegnosa per gestire statisticamente questa dinamica ". Nel loro articolo Blasone, Jizba e Kleinert "hanno tentato di corroborare la recente proposta di G. 't Hooft in cui la teoria quantistica è vista come non una teoria di campo completa, ma in realtà è un fenomeno emergente derivante da un livello più profondo di dinamica. Le dinamiche sottostanti sono considerate meccaniche classiche con singolari Lagrangiani dotati di un'appropriata condizione di perdita di informazioni Con ipotesi plausibili sulla natura effettiva della dinamica dei vincoli, la teoria quantistica viene mostrata emergere quando viene applicato l'algoritmo classico di Dirac-Bergmann per la dinamica vincolata al percorso classico integrale [...]."
Louis de Broglie, "Se si assume un mezzo sub-quantistico nascosto, la conoscenza della sua natura sembrerebbe desiderabile. Di certo ha un carattere abbastanza complesso. Non potrebbe servire come mezzo di riferimento universale, poiché ciò sarebbe contrario alla teoria della relatività."
Nel 1982, Ioan-Iovitz Popescu, un fisico rumeno, scrisse che l'etere è "una forma di esistenza della materia, ma differisce qualitativamente dalla sostanza comune (atomica e molecolare) o dalla radiazione (fotoni)". L'etere fluido è "governato dal principio di inerzia e la sua presenza produce una modifica della geometria spazio-temporale". Costruita sui corpuscoli ultra-banali di Le Sage, la teoria di Popescu ipotizza un universo finito "pieno di particelle di massa estremamente piccola, che viaggia caoticamente alla velocità della luce" e corpi materiali "costituiti da tali particelle chiamate eteri".
Sid Deutsch, professore di ingegneria elettrica e bioingegneria, ipotizza che una particella eterica "sferica e rotante" debba esistere per "trasportare onde elettromagnetiche" e ne ricava il diametro e la massa usando la densità della materia oscura.
Un modello degenerato di fluido di Fermi, "composto principalmente da elettroni e positroni" che ha la conseguenza di una velocità della luce decrescente "con il tempo sulla scala dell'età dell'universo" è stato proposto da Allen Rothwarf. In un'estensione cosmologica il modello è stato "esteso per prevedere una decelerazione dell'espansione dell'universo".

## Interpretazioni non standard nella fisica moderna

### Relatività generale
A volte Einstein usava la parola etere per il campo gravitazionale all'interno della relatività generale, ma questa terminologia non ottenne mai un sostegno diffuso.

### Vuoto quantico
La meccanica quantistica può essere usata per descrivere lo spaziotempo come "non vuoto" a scale estremamente piccole, fluttuando e generando coppie di particelle che appaiono e scompaiono incredibilmente rapidamente. È stato suggerito da alcuni come Paul Dirac che questo vuoto quantico può essere l'equivalente nella fisica moderna di un etere di particolato. Tuttavia, l'ipotesi dell'etere di Dirac era motivata dalla sua insoddisfazione per l'elettrodinamica quantistica, e non ottenne mai sostegno dalla comunità scientifica tradizionale.

## Modelli storici

### Etere luminifero
Isaac Newton suggerisce l'esistenza di un etere nel Terzo libro di Ottica (Opticks) (1ª ed. 1704; 2ª ed. 1718): "Non è questo mezzo etereo nel passare fuori dall'acqua, vetro, cristallo e altri corpi compatti e densi nel vuoto spazi, diventano sempre più densi di gradi, e in questo modo rifrangono i raggi di luce non in un punto, ma piegandoli gradualmente in linee curve? [...] Questo medium non è molto più raro nei densi corpi del Sole, stelle, pianeti e comete, che nello spazio celeste vuoto tra loro? E passando da loro a grandi distanze, non diventa sempre più denso perennemente, e quindi causa la gravità di quei grandi corpi l'uno verso l'altro e delle loro parti verso i corpi; ogni corpo che si sforza di andare dalle parti più dense del mezzo verso il più raro?"
Nel diciannovesimo secolo, l'etere luminifero (o etere), che significa etere su cui viaggia la luce, era un mezzo teorizzato per la propagazione della luce (radiazione elettromagnetica). Tuttavia, una serie di esperimenti sempre più complessi erano stati condotti alla fine del 1800 come l'esperimento Michelson-Morley nel tentativo di rilevare il movimento della Terra attraverso l'etere, e non erano riusciti a farlo. Una serie di teorie di trascinamento di etere proposte potrebbe spiegare il risultato nullo ma queste erano più complesse e tendevano a usare coefficienti e ipotesi fisiche dall'aspetto arbitrario. Joseph Larmor discusse dell'etere in termini di un campo magnetico in movimento causato dall'accelerazione degli elettroni.
James Clerk Maxwell disse dell'etere: "In diverse parti di questo trattato è stato fatto un tentativo di spiegare i fenomeni elettromagnetici mediante un'azione meccanica trasmessa da un corpo all'altro mediante un mezzo che occupa lo spazio tra di loro. La teoria ondulatoria della luce presuppone anche l'esistenza di un mezzo. Dobbiamo ora dimostrare che le proprietà del mezzo elettromagnetico sono identiche a quelle dell'etere luminifero."
Hendrik Lorentz e George Francis FitzGerald offrirono nel quadro della teoria dell'etere di Lorentz una soluzione più elegante su come il moto di un etere assoluto potesse essere non rilevabile (contrazione della lunghezza), ma se le loro equazioni fossero corrette, la teoria della relatività speciale di Albert Einstein del 1905 potrebbe generare la stessa matematica senza fare riferimento a un etere. Ciò portò la maggior parte dei fisici a concludere che questa nozione moderna di etere luminifero non era un concetto utile. Einstein tuttavia affermò che questa considerazione era troppo radicale e troppo anticipatoria e che la sua teoria della relatività aveva ancora bisogno della presenza di un mezzo con determinate proprietà.

### Etere gravitazionale meccanico
Dal 16° fino alla fine del XIX secolo, i fenomeni gravitazionali erano stati modellati utilizzando un etere. La formulazione più nota è la teoria della gravitazione di Le Sage, sebbene altri modelli siano stati proposti da Isaac Newton, Bernhard Riemann e Lord Kelvin. Nessuno di questi concetti è considerato oggi praticabile dalla comunità scientifica.

### Onde pilota
Louis de Broglie affermò: "Qualsiasi particella, mai isolata, deve essere immaginata come in «contatto energetico» continuo con un mezzo nascosto."

### Atomo Magnetico
Pierluigi Ighina pubblicó nel 1954 il volume "La scoperta dell'Atomo Magnetico", con l'unica foto conosciuta dello sfuggente corpo magnetico; spiegó come l'utilizzo dell'effetto Nipkow si rese fondamentale nella realizzazione di un microscopio lenticolare di sua invenzione. Ighina affermó inoltre: "Il tempo e lo spazio vengono eliminati completamente quando non c'è più alcun ostacolo alla trasmissione" 